# 일본의 국제 관계

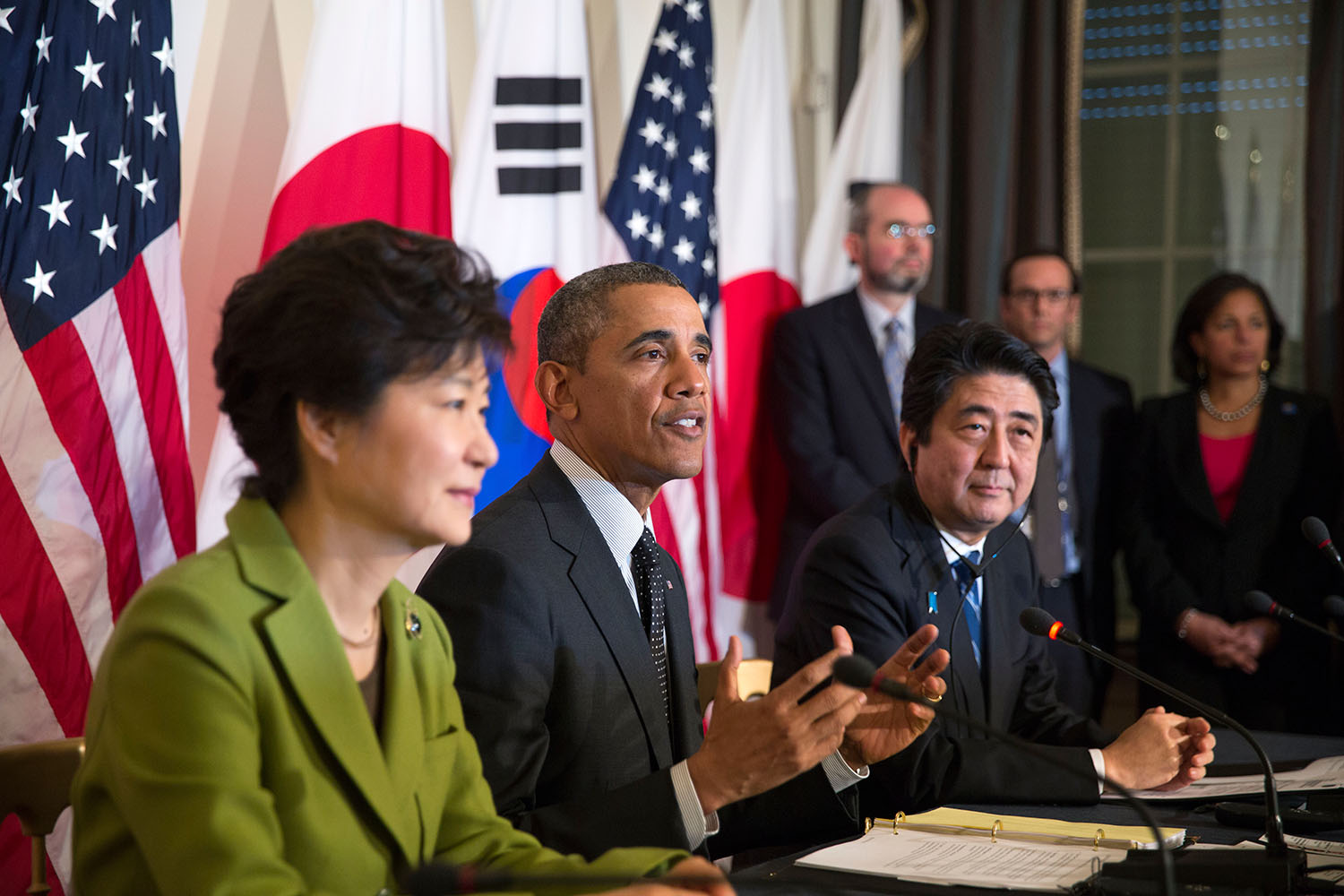
2014년 3월 25일 네덜란드 헤이그에서 대한민국 박근혜 대통령, 미국 버락 오바마 대통령, 일본 아베 신조 총리의 공동 기자회견

일본의 국제 관계(영어: foreign relations of Japan, 일본어: 日本の国際関係)는 태평양 전쟁 이후부터 현재에 이르기까지 샌프란시스코 평화조약(1951년) 및 각국과의 배상・보상조약을 거쳐 재구축된 것이다. 외교정책은, 미국과의 동맹을 기축으로 하여 서방 각 국가들과 긴밀한 제휴를 해 가면서, 반공주의, 경제중심주의 외교라는 특징을 가지고 :531 유엔을 지원하는 것으로써, 평화로운 안정과 번영을 이룩하는 것을 목적으로 하고 있다. 패전 이후, 1951년까지 주권을 상실하여 외교 자주권을 갖지 못하여 점령 기간 동안 점령국인 미국의 정책을 구현하는 선에서 대외 정책이 실시되어 왔다.:531 그 후 1951년의 샌프란시스코 강화 회의에서 소비에트 연방 등 공산주의 국가들의 조인 거부가 이루어진 가운데 미일 강화조약과 안보조약이 체결되고, 중화민국과 중일조약이 조인되어 이들과의 관계를 회복함과 동시에 외교권을 회복하게 된다.:531 1955년에는 GATT에 가맹한 것을 시작으로, 민주주의 경제 정책을 취하는 선진 공업 국가들 중에서 점차 중요한 대외 입지를 차지하게 되었다. 1956년에는 소비에트 연방과 국교를 회복함과 동시에 유엔에 가입함으로써 국제 사회에 복귀하게 되고:532 거의 모든 독립국과 국교를 맺고 외교를 행하고 있다. 다음 해에 기시 노부스케 내각은 유엔 중심주의, 자유주의 국가들과의 협조, 아시아의 일원으로서의 입장 견지라는 외교 3원칙을 발표하였다.:532
전통적으로, 일본은 지리적으로 가까운 동아시아 각국과 깊은 관계를 유지해 왔고, 서양을 비롯해 세계 각국과 국교가 활발하게 된 것은 메이지 유신 이후의 것이다. 일본을 바라보는 국제적인 시각은 대체로 우호적이라는 평가가 많다. 일본은 전 세계 국가와 우호 관계를 맺고 있는데, 현재 일본은 맹방인 미국과의 외교를 가장 중요시하고 있다.(일본과 미국 간의 상호 협력 및 안전 보장 조약 참조) 태평양 전쟁 이후 체결된 조약에 따라, 일본에는 미군이 주둔하고 있으며, 2006년까지 미국은 일본의 최대교역국이었다. 다만, 하토야마 내각 시절에는 미일 관계는 각종 마찰로 인해 약해지기도 했었다. 이웃한 한국, 중국을 비롯하여 동남 아시아와 오스트레일리아, 서유럽 각국과의 관계도 깊다. 다만, 주변국인 대한민국, 중국, 러시아 등과 영토 문제 및 일본의 역사왜곡문제로 인해 계속 마찰을 빚고 있다. 중국과는 조어도 제도, 대한민국과는 독도와 역사문제를 둘러싸고 외교 문제를 안고 있다. 1965년에는 대한민국과 한일 기본조약을 체결하여 국교를 회복하였으며, 경제의 고도 성장을 거치면서 국제적 지위가 점차 높아지는 반면 한국에서 반일 운동이 자주 일어나는 등 마찰이 발생하기도 하였다.:532
일본은 유엔에 경제적으로 많은 기여를 하고 있으나 그에 비해 지위가 제대로 평가받지 못하고 있다. 일본은 현재 유엔 안전보장이사회에서 비상임이사국의 지위를 차지하고 있으며 브라질, 인도 등과 더불어 상임이사국 진출을 계속 시도하고 있다. 군사적으로는 한국 전쟁 당시 자위대를 후방에 파병한 것이 첫 활동이었으며 이라크 전쟁 등을 계기로 자위대의 해외 활동이 활발히 이루어지고 있다.
일본은 러시아(남쿠릴4도), 중국(조어도 제도), 대한민국 (독도) 등 주변 나라들과의 영토 문제를 가지고 있다.

## 국제 여론
| 나라           | 긍정적 | 부정적 | 중립 | 편차 |
| -------------- | ------ | ------ | ---- | ---- |
| 중화인민공화국 | 22%    | 75%    | 3    | -53  |
| 스페인         | 39%    | 36%    | 25   | 3    |
| 튀르키예       | 50%    | 32%    | 18   | 18   |
| 파키스탄       | 38%    | 20%    | 42   | 18   |
| 인도           | 45%    | 17%    | 38   | 28   |
| 러시아         | 45%    | 16%    | 39   | 29   |
| 페루           | 56%    | 25%    | 19   | 31   |
| 나이지리아     | 57%    | 24%    | 19   | 33   |
| 영국           | 65%    | 30%    | 5    | 35   |
| 멕시코         | 59%    | 23%    | 18   | 36   |
| 케냐           | 58%    | 22%    | 20   | 36   |
| 독일           | 50%    | 13%    | 37   | 37   |
| 인도네시아     | 57%    | 17%    | 26   | 40   |
| 미국           | 65%    | 23%    | 12   | 42   |
| 프랑스         | 74%    | 21%    | 5    | 53   |
| 브라질         | 70%    | 15%    | 15   | 55   |
| 오스트레일리아 | 78%    | 17%    | 5    | 61   |
| 캐나다         | 77%    | 12%    | 11   | 65   |

| 나라           | 긍정적 | 부정적 | 중립 | 편차 |
| -------------- | ------ | ------ | ---- | ---- |
| 중화인민공화국 | 4%     | 90%    | 6    | -86  |
| 대한민국       | 22%    | 77%    | 1    | -55  |
| 파키스탄       | 51%    | 7%     | 42   | 44   |
| 필리핀         | 78%    | 18%    | 4    | 60   |
| 오스트레일리아 | 78%    | 16%    | 6    | 62   |
| 인도네시아     | 79%    | 12%    | 9    | 67   |
| 말레이시아     | 80%    | 6%     | 14   | 74   |

| 나라              | 긍정적 | 부정적 | 중립 | 편차 |
| ----------------- | ------ | ------ | ---- | ---- |
| 중화인민공화국    | 18%    | 71%    | 11   | -53  |
| 멕시코            | 24%    | 34%    | 42   | -10  |
| 파키스탄          | 34%    | 15%    | 51   | 19   |
| 남아프리카 공화국 | 41%    | 17%    | 42   | 24   |
| 인도              | 39%    | 13%    | 48   | 26   |
| 프랑스            | 55%    | 29%    | 16   | 26   |
| 포르투갈          | 43%    | 13%    | 44   | 30   |
| 영국              | 58%    | 26%    | 16   | 32   |
| 독일              | 58%    | 25%    | 17   | 33   |
| 가나              | 55%    | 11%    | 34   | 34   |
| 오스트레일리아    | 60%    | 26%    | 14   | 34   |
| 스페인            | 57%    | 19%    | 24   | 38   |
| 이집트            | 52%    | 14%    | 34   | 38   |
| 케냐              | 61%    | 20%    | 19   | 41   |
| 튀르키예          | 64%    | 21%    | 15   | 43   |
| 대한민국          | 68%    | 20%    | 12   | 48   |
| 이탈리아          | 66%    | 18%    | 16   | 48   |
| 브라질            | 66%    | 16%    | 18   | 50   |
| 나이지리아        | 65%    | 14%    | 21   | 51   |
| 캐나다            | 67%    | 16%    | 17   | 51   |
| 미국              | 69%    | 18%    | 13   | 51   |
| 칠레              | 66%    | 14%    | 20   | 52   |
| 페루              | 64%    | 10%    | 26   | 54   |
| 러시아            | 65%    | 7%     | 28   | 58   |
| 필리핀            | 84%    | 12%    | 4    | 72   |
| 인도네시아        | 85%    | 7%     | 8    | 78   |

영국의 BBC 월드 서비스가 2005년부터 매년 발표하고 있는 10개 안팎의 특정 국가 및 지역이 세계에 미치고 있는 영향의 이미지를 묻는 세계 여론 조사에서는 일본이 질문 대상국이 되었던 2006년 ~ 2008년 매년 모두 "좋은 영향을 주고 있다고 생각한다."는 응답 비율이 가장 높은 나라 중의 하나가 됐다. 일본은 국제적으로 매우 높은 평가를 받고있다. 2006년에 발표된 조사에서는 전 세계 33개국 약 39,500명을 조사하였는데, 일본은 유럽에 이어 국가로서는 가장 "좋은 영향을 주고 있다."는 응답 비율이 높은 결과를 나타냈다. 2007년 조사에서는 전 세계 27개국 28,000명을 조사하였는데 일본은 캐나다, 유럽 연합, 프랑스와 나란히 가장 높은 평가를 받은 국가 중 하나로 꼽혔다. 2008년 조사는 전 세계 34개국 17,457명을 조사하였는데, 일본은 독일과 함께 가장 "좋은 영향을 주고 있다."는 응답 비율이 높은 결과를 나타냈다.

## 유엔과의 관계
일본은 일찍이 유엔의 전신인 국제 연맹을 탈퇴했고, 제2차 세계 대전에서 연합국에게 패하였다. (현재에도 적국 조항은 삭제되지 않았다.) 1956년에 일본은 소련과의 전쟁상태를 종결시키고, 국교회복을 통해 소련의 일본 UN가입 반대를 철회시킨 후, 유엔에 가입하였다. 일본은 유엔에서 비상임 이사국으로 최다인 10회에 걸쳐 선출되었다. 또한 일본은 세계 2위의 유엔 분담금 지불 국가이다. 유엔 개혁의 일환으로 독일, 인도 등과 함께 상임 이사국의 확대와 가입을 호소하고 있으나 거부권을 가진 현재 상임 이사국, 특히 미국과 중국의 반대에 따라 상임 이사국에 참여는 실천되지 않고 있다. 유엔의 일본인 직원의 수는 적다. 일본의 교양층의 거의 대부분은 그 엄청난 공헌에 비해 유엔의 혜택과 평가를 제대로 받지 못하고 있다고 생각한다.
일본은 해외 파병에 소극적이어서, 유엔의 무력 행사 자체에 대해서는 찬성하더라도, 경제 원조 또는 문관(文官)을 소규모로 파견한다는 신중한 자세를 가진 경우가 많았다. 이것은 일본국 헌법이 군사력을 국제 분쟁 해결의 수단으로 채택하는 것을 금지하고 있으며, 국가가 해외 파병과 적극적인 군사적 지원을 실행함에 있어서 국내에서 아직 헌법 논쟁이 이뤄지고 있기 때문이기도 하다. 그러나 일본이라는 강대국이 국제 분쟁 해결을 위해 일체의 병력을 지원하지 않는다는 자세는 서양 국가에서 비판이 강하여, 걸프 전쟁에 있어서는 일본, 독일은 거액의 전쟁비용을 부담 했지만, 군대는 파병하지 않아서 국제적으로 비난을 받았다. 특히 이라크의 철저한 공격을 받은 쿠웨이트 측의 일본에 대한 평가는 독일과 함께 최저 수준이었다. 이렇게 한 것 때문에, 일본은 자신이 세계에서 군사적 역할도 기대되고 있다고 이해하고, 최근에는 해외 파병에 대한 여론도 바뀌고 있다. PKO 협력법 등 법안이 성립하여, 어떤 과제를 남겨두면서도 자위대를 해외로 보내기 위한 법적 근거가 갖춰졌다. 또한, 방위청(防衛庁)이 방위성(防衛省)으로 승격하여 해외 파견이 주요 임무로 바뀌었다. 이후 이라크 전쟁 종결 후 후 자위대를 파견해 재건 지원 활동에 종사하는 등 군사력을 외교에 활용하는 기회도 늘고 있다.

## 지역별 대외 관계

### 아시아
1990년까지 일본의 아시아-태평양 국가들 대부분과의 교류, 특히 갑자기 증가한 경제 교류는 다방면에 걸쳐 있고 상대국에게 있어서도 그 중요성이 증대되어 왔다. 동남아시아 국가 연합의 개발도상국들은 그들의 발전에 있어서 일본을 비판적으로 평가하고 있다. 일본의 1988 회계년도에 일본은 동남아시아 국가 연합 국가들에게 총 19억 미국달러를 원조하였고 반면 미국은 1988 회계년도에 3억3300만 미국달러를 원조하였다.

#### 동아시아 관계
역사적으로 일본의 외교는 지리적으로 가까운 중국이나 한국 등 동아시아 국가들을 중심으로 이뤄지고 있었다. 동아시아는 일본의 인근에 있기 때문에 지정학적으로 충돌이 존재한다. 즉 일본과 대한민국, 중화민국은 각각 미국과 동맹 협력 관계에 있고, 북한은 중국과 군사 동맹을 맺고 있으며, 중국은 러시아와 협력 관계에 있다. 또한 한국과는 독도를 놓고, 중국·중화민국과는 센카쿠 제도/댜오위다오를 놓고 영토 문제를 안고 있다. 일본은 한자 문화권, 불교 문화권의 일각이며, 전통적인 일본의 문화는 인도, 동아시아 문화의 뿌리를 가진 것들이 많다. 대표적인 것이 불교, 수묵화, 도자기, 선종, 서예 등이다. 메이지 시대 이후에는 반대로 서양 문화를 도입하여 발전한 일본의 문화가 동아시아에 전파한 것이 많았다.
중화민국과 대한민국은 현재 일본의 중요한 무역 상대국이다. 한편, 북한에 대해서는 일본은 국가승인도 하지 않았고, 따라서 국교도 없으며 경제제재를 가하고 있다. 중국도 개혁 개방 정책 이후에는 경제가 발전하여, 많은 일본계 기업이 중국 내에 생산 시설을 가지고 있다. 중국은 2006년부터는 무역 총액이 미국을 넘어 일본의 최대의 무역 상대국이 됐다. 중일 관계는 "친선"이 아니라 "우호"이고 "오월동주(呉越同舟)"상태에 있다고 표현되기도 한다. 한편 조선민주주의인민공화국에 대해서는 경제 제재 중이다.
제2차 세계대전 패전 전에, 전 세계에 제국주의가 몰아치던 시절, 일본은 군사력을 배경으로 동아시아 지역을 침략했다. 이것은 역사적으로 민감한 문제가 되었고, 일본이 역사에 대해 발언할 때마다, 중국, 대한민국, 조선민주주의인민공화국 등은 이 발언 내용이 부적절하다고 비판해 왔다. 일본에서는 2005년의 반일폭동 등으로 대표되는 중국의 반일운동이 적극적으로 보도된 이외에도, 조선민주주의인민공화국의 국가 범죄에 대한 반발이 1990년대 후반부터 높아지고 있다. 2008년 6월 미국의 민간 조사 기관인 뷰 리서치 센터의 조사에서 중국을 바람직하지 않다고 응답한 비율은 84 %(전년 대비 17 % 증가)이며 이는 조사한 24개국 가운데 가장 높은 비율이었다. 한편 중국의 경우, 전년 대비 9%가 감소했다지만 여전히 69%가 일본을 바람직하게 생각하고 있지 않다는 조사 결과가 나와, 양 국민의 사이는 여전히 반발심이 있는 것으로 조사됐다.

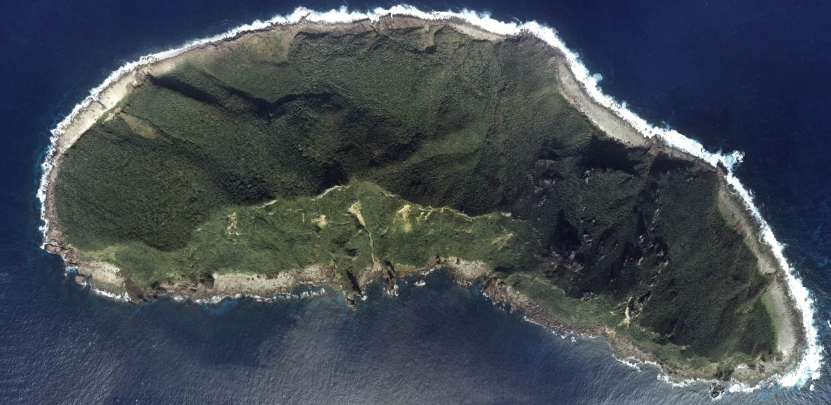
센카쿠 제도에서 가장 큰 우오쓰리섬

센카쿠 제도는 원래 무인도로 일본이 점유하지 않았던 섬이다. 일본과 중화인민공화국과 중화민국이 동시에 영유권을 주장하고 있고 일본이 1970년도부터 해상을 장악하고 있다. 중화인민공화국으로서는 전호의 경제수역 문제의 관련도 있고, 대만 문제를 둘러싼 양안 관계의 이슈도 관련되어 복잡화의 양상을 나타내고 있다. 조어도 제도의 영토 문제가 표면화된 것은 1970년대 초에 동중국해에서 일본이 천연 가스를 발견하고 해상을 장악하면서 부터이다.
그 후 중화인민공화국은 영토 주장의 소리를 높였다．이러한 주장에 대항하기 위해, 일본의 우익단체가 종종 여기에 상륙하였고, 등대를 건설했다. 2005년, 중화민국의 어민이 일본의 해상보안청에 의한 단속에 대해 해상에서 항의 시위를 실시했다. 또한 중국이 2004년부터 만조시 해수면 밑으로 가라앉는 일본이 주장하는 오키노토리 암초를 유엔 해양법 조약 121조 3항에 근거해서 암초라고 주장하면서 일본의 일방적인 배타적 경제 수역을 인정하지 않는 분쟁이 있다.
일본과 대한민국, 조선민주주의인민공화국, 중화민국, 중화인민공화국 사이에서는 일본의 역사왜곡문제가 민감한 문제로 잠재되어 있다. 후쇼샤 교과서와 새로운 역사 교과서를 만드는 모임 교과서에서는 역사 교과서를 왜곡하고 있다고 주변 국가들은 주장한다. 이들 역사 교과서에는 일본군 위안부 문제와 난징 대학살 등 일본이 일으켰다고 알려진 사건이 빠져 있고 진구황후와 임나일본부설이 수록되어 있다.(→일본의 역사왜곡문제)

#### 동남아시아 관계

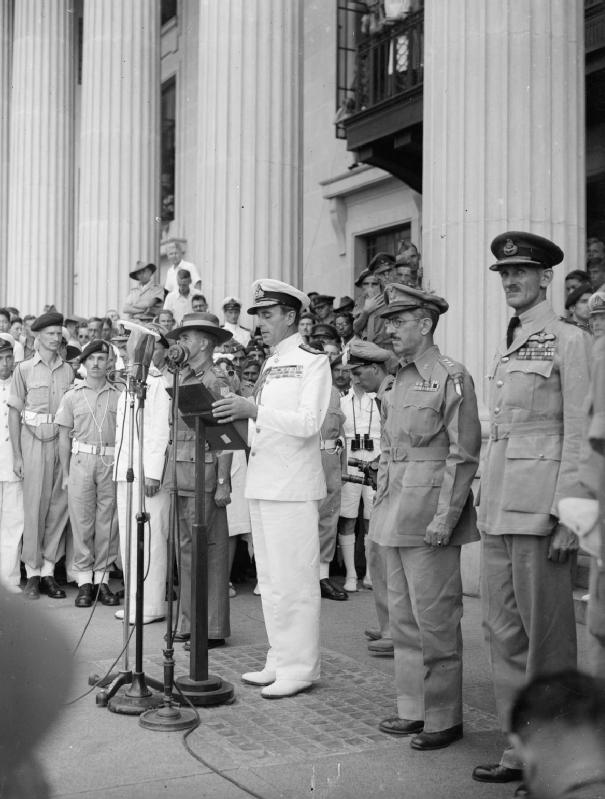
싱가포르에서 일본의 항복(1945년)

동남아 국가들과는 기본적으로 우호 관계를 구축하고 있으며, 태국, 필리핀, 말레이시아 등과 경제적으로나 문화적으로나 관계가 깊고, 상호간 국민에 대한 감정도 좋다. 또한, 일본은 이들 각국과의 자유 무역 협정의 체결을 모색하고 있다. 태국과는 태국 왕실과 일본 황실 간의 관계가 좋다. 필리핀인은 일본 국내에서 국적별로 4 위의 인구를 가진 재일 외국인이다. 싱가포르와는 일본-싱가포르 경제 제휴 협정(日本・シンガポール新時代経済連携協定)을 맺었으며, 일본에 있어서 최초의 자유 무역 협정 대상국이다. 자위대가 유엔 평화유지군으로써 처음에는 캄보디아에, 또한 동티모르에 파견된 바 있다. 캄보디아에는 경제적으로 지원을 하고 있으며, 또한 문화면에서 공산주의 폴 포트 정권에게 파괴 탄압을 받은 불교적인 시설과 신앙의 부흥에 있어서 일본 불교계가 크게 공헌하고 있다. 지뢰의 제거 작업에도 일본이 나서고 있다. 수마트라섬 앞바다에서 발생한 지진에 대하여, 일본은 금액 기준으로 3위의 지원액을 긴급하게 편성해 출연하고, 이후 인도네시아 아체 주에는 자위대 함정의 파견이 결정되었다. 일본은 인도네시아에게 방재 시스템 구축을 지원할 것을 약속하였다.
일본 정부는 동남아시아 국가 연합 국가들과의 사이에서 정기적으로 정상 회담을 하고 있으며, 동남아시아 국가들과의 관계를 중시하고 있다. 또한 이 지역의 해역(특히 믈라카 해협)은 일본이 중동에서 수입하는 원유의 90% 가까이가 통과하는 등 일본의 무역에서 아주 중요한 루트인데, 해적이 수시로 출몰하고 있다. 그 대책으로 일본 해상보안청이 동남아 국가의 해안 경비대에게 지도 및 합동 훈련을 하고 있다.

##### 태국
일본의 아시카가 요시미쓰(재위 1368~94) 쇼군 시대에 샴의 배가 1년간 일본에 체류한 바 있다.(1388) 제2차 세계 대전 당시에 태국 남부까지 일본군에 점령당하는 수모를 겪었다. 일본과 태국 간에는 도쿄, 오사카, 나고야, 후쿠오카, 히로시마 등의 도시와 방콕을 연결하는 정기편이 취항하고 있다. JAL웨이즈와 전일본공수, 타이 국제항공과 방콕에어웨이즈 등 양국의 주요항공회사와 노스웨스트항공과 유나이티드항공 등 복수의 항공회사가 1일 1편부터 수편의 직항편을 운행하고 있는 외에, 홍콩과 타이베이를 경유하여서도 갈 수 있다.

#### 남아시아 관계
일본은 남아시아 각국과 우호 관계를 유지하고 있다. 일본 외무성은 2006년에 아시아대양주국(局) 중에 새로운 부문으로서, 남아시아부(部)를 설치하였다. 남아시아 지역에 대한 일본의 역할은 주로 경제 지원을 실행하는 것이었다.
중앙아시아 관계
중앙 아시아 여러 나라들은 일찍이 실크로드를 통해 일본에게 문화적인 영향을 주었으나, 최근의 인적 교류는 적다. 일본은 미국의 아프가니스탄 무력 공격을 지지하였으나, 자위대를 인도양에 파견하는 것은 주저하고 있다. 이 지역에서 번영했던 고대 왕조와 불교 유적 연구 등 학술 관계의 교류는 활발하다. 바미안 계곡의 문화적 경관과 고대 유적군의 복구 등에 일본은 거액의 원조를 하고 있다.

#### 서아시아 관계
서아시아는 일본의 주요한 원유 공급원이고, 경제적으로는 밀접한 관계를 유지하고 있으나, 문화적 교류는 비교적 적다. 다만, 종교적인 대립 요인이 없기 때문에 서아시아 주민의 대일 감정은 비교적 양호한 것으로 알려져 있다.
| 국기                   | 수교 | 관계 |
| ---------------------- | ---- | --- |
| 대한민국               | 1965 | 한일 관계는 대한민국과 조선민주주의인민공화국을 포함하여, 고대부터 있었던 한국과 일본 사이의 외교, 문화, 경제 등의 교류와 접촉을 말한다. 양쪽 지역에 중앙집권적인 정치체제가 생긴 삼국 시대(일본의 경우 아스카 시대) 이래로 한국과 일본은 정치적, 문화적, 경제적 교류를 주고받았다. 이러한 교류는 불교와 유교의 전파, 농작물의 전파 등 평화적인 교류도 있었으나, 임진왜란과 일제강점기 등의 폭력적인 행위도 있었다. 이러한 침략 행위로 인해 현재의 한국인들 중에서는 반일 감정을 가진 사람도 상당수 존재한다. 조선은 일본과의 외교를 기본적으로 교린(交隣) 정책을 유지하였다. 고려 말기부터 번번이 왜구는 한반도의 해안 지대를 침범, 약탈하였다. 이에 조선 때에 와서는 수군의 군사력을 강화시키기 위해 성능이 뛰어난 대포와 전함 등을 대량 생산하는 등 왜구 소탕에 노력하였다. 그러나 이후에도 왜구의 약탈이 계속되자 이를 강력히 응징하기 위하여 1419년(세종 1년), 조선은 왜구의 근거지인 쓰시마섬을 정벌하기도 했다.(대마도 정벌) 이에 따라 약탈이 어려워진 일본이 평화적인 무역 관계를 요청해 오자, 조선은 부산, 울산 등 일부 항구만을 제한적으로 개방하는 통상 교류를 하였다. 이후 조선은 일본에 통신사를 파견하며 우호적 관계를 유지해 왔다. 그러나, 일본은 조선에 대해 을묘왜변, 임진왜란 등의 침략 행위를 벌였다. 17~18세기에는 통신사를 통한 교류를 하였으나, 일본은 조선의 쇄국정책을 뚫고, 이어서 20세기초 한반도 전체를 35년간 강점하였다. 해방후 1952년에는 이승만이 평화선을 설정하고 영해를 설정하여 일본, 중국 등의 불법조업 어선을 나포하였고, 이 와중에 사상자도 발생하는 등 갈등을 빚었다. 1965년에 대한민국과 일본간의 정식 외교 관계가 수립되었다. 현재 주일본 대한민국 대사는 2008년에 임명된 권철현(제18대)이다. 한국은 반일 교육을 실시하는 동시에 위로부터 반일 감정을 억제해 왔다. 김대중 정부에서 일본의 대중 문화가 자유화되어 일본에 친근감을 가진 사람들이 증가한 반면, 민주화가 진행됨과 동시에 반일 감정도 부상하였다. 노무현 정권에서 한국은 이웃 나라들에 대하여 강경한 외교를 벌였다. 일본과의 영토 문제와 역사 문제에 강한 자세로 임하여, 반일운동이 활발하였다. 2002년에는 양국이 공동주관하여 2002 한일 월드컵을 개최하기도 하였다. 일본의 고이즈미 준이치로 내각과 아베 신조 내각 당시에는 한일 셔틀외교가 중단되는 등 양국관계가 잠시 소원해졌다. 그러나, 아시아 외교를 중시하는 후쿠다 야스오 내각의 출범과 한일관계를 보다 중시하는 대한민국의 이명박 정부가 출범하면서 다시금 양국 관계에 훈풍이 불게 되었다. 이명박 정권은 전 정권에서 악화된 인근 국가 들과의 관계를 복원하고, 일본에 대해 비교적 온건한 자세로 임할 방침을 보이고 있다. 양국간에는 외교적 현안이 많다. 일본은 역사적으로 대한민국의 영토인 독도에 대한 영유권을 주장하여 문제가 발생하고 있다. 일본은 대한민국의 독도에 대해 예전부터 영유권을 주장하여, 현재는 대한민국의 반발에도 불구하고 중학교 교과서에 독도 내용을 실었다. 하지만 일본 정부는 입장을 바꿔 올해에 시행하려고 했던 독도에 관한 기술을 하지 않기로 결정했다. 또한 한반도와 일본 열도, 연해주 및 사할린섬에 둘러싸인 바다에 대한 호칭 및 명명(命名)에 대한 분쟁이 있다. 일본의 역사 교과서 왜곡 문제도 해결하여야 할 현안 중 하나이다. 야스쿠니 신사 참배 문제 또한 민감한 문제이다. 2000년대에 들어서는 일본에서 한국 드라마를 비롯한 한국 문화에 대한 선호도가 높아지면서 이른바 한류 열풍이 일어 양국의 교류도 보다 증진된 반면, 혐한류와 관련하여 쟁점이 생기기도 한다. 양국은 서로 가까운 거리에 위치하고 있어 비교적 교통이 발달하였다. |
| 조선민주주의인민공화국 | -    | 조선민주주의인민공화국과 일본은 북일수교 협상을 통해 관계개선에 나서려 했으나 일본인 납북문제와 일제강점기 과거사 사과여부 문제로 난항을 겪고 있다. 북한은 한일합병에 대한 평가나, 배상문제·청구권문제 등에 대하여도 결말이 나지 않는 자세를 취하고 있다. 1962년부터 일본은 한반도에 '두 개의 한국'이 사실상 존재하고 있다고 해 왔다. 일본 정부는 1965년 이후에도 "한국의 주권은 한국이 실질적으로 통치하는 휴전선 이남에 한한다"고 공식적으로 말해 왔다. 따라서 일본측은 정경분리 원칙을 적용하여 북한을 실질적 존재로 취급하여 왔다. 한편, 배상 문제도 한국과의 조약에 의해 해결되었다는 입장을 취하고 있다. 일본 수상으로는 처음으로 고이즈미 준이치로 총리가 북한을 방문하여 김정일 국방위원장과 회담을 나눈 적이 있다. 2002년의 북일 정상회담에서 배상권을 상호 포기하고 일본으로부터 북한이 경제 협력을 얻는 방법에 합의했다고 발표됐었으나, 이후, 국교정상화 협상은 정지되었다. 그 배경에는 일본인 납치 문제와 괴선박 사건으로 대표되는 북한의 국가 범죄에 대한 일본 여론의 반발과 핵 문제 등으로 고립을 심화시키고 있는 북한이 있다. 이러한 문제들을 안고, 일본은 현재 경제제재를 북한에 가하고 있다. 북한은 핵 카드를 통해 미국으로부터 테러국가 지정해제를 받고자 하였으나, 미국은 오히려 엄격한 제재조치로 전환하였다. |
| 중화인민공화국         |      | 중국의 명나라 시대에는 명나라와 일본 사이에 일종의 조공 관계인 무역이 이루어졌었다. 중화인민공화국(중국)과 일본국(일본)의 관계는 과거사 문제로 인해 소원하였으나 동아시아에서의 영향력을 위해 서로 협력을 꾀하고 있다. 1960년대까지는 과거사 문제와 체제 문제 때문에 수교를 맺는데는 어려움을 겪었으나 미국-중국의 접근에 자극을 받은 일본 국내에서는 일-중 국교 수립을 위한 움직임이 가속화되었다. 당시 사토 에이사쿠 총리는 기본적으로 대중 자세를 바꾸지 않았으나, 이윽고 자민당의 총재 선출에서 일중 국교정상화를 공약으로 내걸었던 다나카 가쿠에이가 승리하였다. 다나카 총리는 오히라 마사요시 외상과 함께 1972년 9월 중국을 방문하여, 마오쩌둥과 저우언라이과 회견하고, 중화인민공화국을 승인하는 것으로 외교 관계를 수립하였다. 이로써 타이완의 중화민국과는 외교관계를 단절하였다. 국교 정상화에 즈음하여 공동성명이 발표되었는데, 일본측은 "전쟁을 통하여 중국 국민에게 중대한 손해를 끼친데 대하여 책임을 통감하고, 깊이 반성한다"고 서술하였고, 중국측은 일본에 대한 전쟁배상의 포기를 선언하였다.:498 2006년 10월의 아베 총리의 방중 때에, 일-중 간에는, "전략적 호혜관계"를 목적으로 하는 것이 합의되었다. 공통의 전략적 이익에 기준을 둔 호혜관계가 그것이다. 종래, 일-중 간의 관계에서 사용되지 않았던 "전략"이라고 하는 표현이 처음으로 사용되었다는 것은 특기할 만 하다. 양국이 "전략"이라고 하는 명칭을 사용하는 것에 합의한 배경에는 일-중 관계를 2국간관계에 그치지 않고, 장기적, 대국적인 관점에서 구축하고자 하는 의욕이 있는 것으로 볼 수 있다. 다시 말해서, 일중 양국이 아시아 및 세계의 평화와 발전을 위해서 함께 건설적인 공헌을 할 것을 통하여, 공통 이익을 확대시키고, 양국 관계를 발전시키려는 것이 목적이다. "전략적 호혜관계"는 2007년의 원자바오 총리의 방일, 후쿠다 총리의 방중, 2008년의 후진타오 방일에서도 이어지고 있어, 중일관계의 기본축이 되고 있다.:498 |
| 중화민국               | -    | 현재, 일본정부는 중화인민공화국을 배려하여, 중화민국을 별도로 승인하지 않으며 쌍방 대사관을 두지 않는 대신에, 민간의 이익대표부를 설치해 놓았다. 중화민국은 청일 전쟁의 결과, 일본에 할양된 이래 1895년부터 1945년까지 약 50년간의 일본 통치 시대를 경험하고 근대 국가의 초석을 닦았다. 일본과 중화민국은 제2차 세계 대전 당시 서로 전쟁(중일 전쟁)을 벌이는 등 관계가 좋지 않았다. 그 후 연합국의 일원으로서 일본에 대하여 승전하였음에도 불구하고 직후에 전개된 국공 내전에서 중국 공산당에게 쫓긴 중국 국민당이 대만으로 중화민국 정부를 이전하여 분단된 것이다. 일본과 중화민국은 예전에는 적국이었지만, 반공의 입장을 취하는 서방 진영에 함께 소속되어 이념적으로는 한배를 타게 되었다. 1952년 4월 28일 양국은 중일화평조약(또는 타이베이 조약(臺北條約))을 체결하여 외교관계를 수립하였다. 1972년 일본이 중화인민공화국과 수교하면서 외교관계가 단절되었고, 중일화평조약도 사실상 폐기되었다. 안보에 있어서는 중화민국은 대만관계법(Taiwan Relations Act)을 배경으로 미군과 밀접한 관계에 있고, 미일 동맹을 가진 일본과 간접적인 협력 관계에 있다. 일본과 중화민국은 서로 센카쿠 열도(일본이 점령하고 있음)의 영유권을 주장하고 종종 분쟁이 발생했지만 심각한 충돌에 접어 들지는 않았다. 일본과의 인적·경제적 교류는 줄기차게 활발하였고 양국은 단교 이후에도 경제적·문화적으로 밀접한 관계를 유지하고 있다. 중화민국은 일본 국외에서는 처음으로 일본 신칸센 시스템을 채택했다. 중화민국의 대중 문화는 일본 대중 문화의 영향을 크게 받고 있다. 2005년 일본 정부가 중화민국 국민에게 90일간의 단기 방문 사증 면제를 시행한 이후 양국간 인적 교류가 크게 늘고 있다. 중화민국에는 중국 국민당과 민주진보당의 양대 정당이 있는데, 민주진보당이 보다 일본에 대하여 우호적이다. |
| 베트남                 |      | 일본과 베트남의 관계는 최소한 16세기까지 거슬러 올라가는데, 그때 두 나라는 상호 우호적인 교역을 하였다. 제2차 세계 대전 시에 일본은 베트남을 무력으로 점령하기도 하였다. 현재, 양국의 관계는 베트남의 경제 발전과 일본의 투자자, 원조자로서의 역할에 기초하고 있다. |
| 싱가포르               |      | 일본은 2002년 초 일본은 싱가포르와 전면적인 경제협력협정인 "일-싱가포르 신시대 경제동반자협정(Japan-Singapore Economic Agreement for a New Age Partnership: JSEPA)"을 체결했다. 고이즈미 준이치로 수상의 동남아순방(2002년 1월)에 맞춰 체결된 JSEPA는 관세 및 비관세 장벽을 제거하는 자유무역협정(FTA)을 포괄하고 금융, 정보통신기술, 인재 양성 등의 분야를 포함하고 있다. 양국 무역량의 98% 이상에 상당하는 품목의 관세가 철폐(2000년 금액 기준)되어 일본의 싱가포르 수출은 무관세, 싱가포르의 대일 수출은 94%가 제로 관세를 적용받게 되었다. |
| 방글라데시             |      | 세계 최빈국의 하나라고 일컫는 방글라데시에 대해 일본은 경제, 보건, 자연 재해 대책 등 여러 측면에서 지원을 하고 있다. |
| 인도                   |      | 일본은 피폭국이었기 때문에, 인도가 핵실험을 했다는 이유로, 이러한 핵보유국과의 거리를 둔 시기도 있었다. 그리고 인도는 최근 현저한 경제 발전과 정보기술의 실적이 주목 받고 있으며, 또한 G4 국가로 함께 행동하는 등 관계 강화를 지향하고 있다. 역사적으로 일본과 인도 간의 양자 외교는 대체적으로 친밀하고 강력한 관계였다. 2006년 12월 인도 만모한 싱 총리의 일본 방문은 "일본-인도 전략적이고 국제적인 파트너십을 향한 제휴 선언"을 서명할 때 최고조에 달하였다. 또한 2008년 10월에, 일본-인도 양국 정상은 일본-인도 안전보장협력공동선언에 서명함으로써, 일본에 있어서 인도는 미국, 오스트레일리아에 이어 안보 분야에서 공식적인 협력 관계를 맺은 세 번째 국가가 되었다. |
| 파키스탄               |      | 일본은 피폭국이었기 때문에, 파키스탄이 핵실험을 했다는 이유로, 이러한 핵보유국과의 거리를 둔 시기도 있었다. 파키스탄에 대해서는 1998년 지하 핵실험 때부터 2005년 4월까지 원조를 중단했었다. 그러나 자위대의 이라크 파견 등 안보의 관점에서 볼 때, 중동에 대한 영향력이 강한 파키스탄과 협력할 필요를 느낀 일본 정부는 당시 고이즈미 준이치로 총리가 파키스탄을 방문한 것을 계기로 유상 자금 지원을 재개하였다. |
| 튀르키예               |      | 일본의 니가타현 가시와자키시(柏崎市)의 가시와자키 터키 문화 마을에서는 터키가 기증한 초대 대통령 무스타파 케말 아타튀르크의 동상을 폐쇄하면서 이를 임의로 매각하고, 블루시트(합성수지의 일종)를 끼얹은 상태로 방치되어, 터키의 대일본 감정이 악화되고 있다. |
| 이스라엘               |      | 이스라엘과는 경제, 문화 모두 지금까지 교류가 적다. 중동 평화에 관한 일본의 입장은 중립이어서, 총리・정부 고위 관계자가 방문할 때는 이스라엘・팔레스타인 자치정부 쌍방과 회담을 설정하는 등 균형을 도모하고 있다. |
| 이라크                 |      | 이라크 전쟁에서는, 제2차 세계대전 이후 최초로, 전투지역이라는 논의도 있었던 이라크에 자위대를 파견하였다. |

### 유럽
제2차 세계대전 이후, 일본은 서유럽을 중심으로 한 NATO 여러 나라들과, 미국을 사이에 둔 간접적인 동맹관계에 있었다.
또한, 일본의 황실은 영국, 스웨덴, 벨기에 등 유럽 각국의 왕실과도 깊은 우호관계를 맺고 있다.

#### 네덜란드
일본-네덜란드의 역사는 17세기 초까지 거슬러 올라간다. 에도시대 초기부터 막부 말기에 이르기까지 "조법"(祖法)으로서 고수되었던 쇄국정책에도 불구하고, 유럽 여러 나라 중 유일하게 네덜란드와는 나가사키무역(長崎貿易)을 통해서 외교 무역관계를 유지하였다. 그 사이에 일본에 도래하였던 네덜란드 선박은, 1621년부터 1857년까지 227년 동안 도합 700여 척에 이른다. 에도막부는 네덜란드로부터 매년 가져온 네덜란드 풍설서(オランダ風説書)라는 정보 보고서에 의하여 국제정세를 파악하고, 대외정책을 결정하였다.

#### 독일
1914년 제1차 세계 대전(~1918년)이 발발하자 일본은 영일 동맹을 이유로 연합국측에 가담하여 참전했다. 일본은 독일에 선전포고하고, 독일령이었던 중국 산둥반도의 교주만과 독일령 남양군도를 점령하였다. :246 이 지역에서의 이권을 할양받는 것을 영국과 프랑스가 승인하는 조건으로 지중해에 소규모 함대만을 파견하는 등 독일과의 직접적인 전투에는 소극적인 태도를 보였다. :246 산둥 반도를 점령하고 나서, 일본은 중국에 대해 만주와 산동반도 등에 대한 일본의 이권을 반영구화하고, 남만주와 내몽골 일부를 일본에 조차하는 것을 요지로 하는 등 21가지 특혜조건을 요구(1915년 1월)하였고, 중국은 이를 수용(5월)할 수 밖에 없었다. (→일본의 역사·21개조 요구) 이와 같이 독일과 일본은 제1차 세계대전에서는 적대국이었지만 제2차 세계대전에서는 함께 추축국으로서 연합국과 맞서 싸웠다. 대전 후, 양국은 잿더미에서 기적적인 부흥을 이뤄낸 경제대국이고, 중요한 파트너로서 일본에 있어 독일은 영국, 프랑스를 앞지르고 유럽 최대의 무역 상대국이 되었다. 또한 정치적인 측면에서도 독일은 일본과 함께 상임이사국을 노리는 G4 국가의 파트너로서 행동하고있다.

#### 러시아

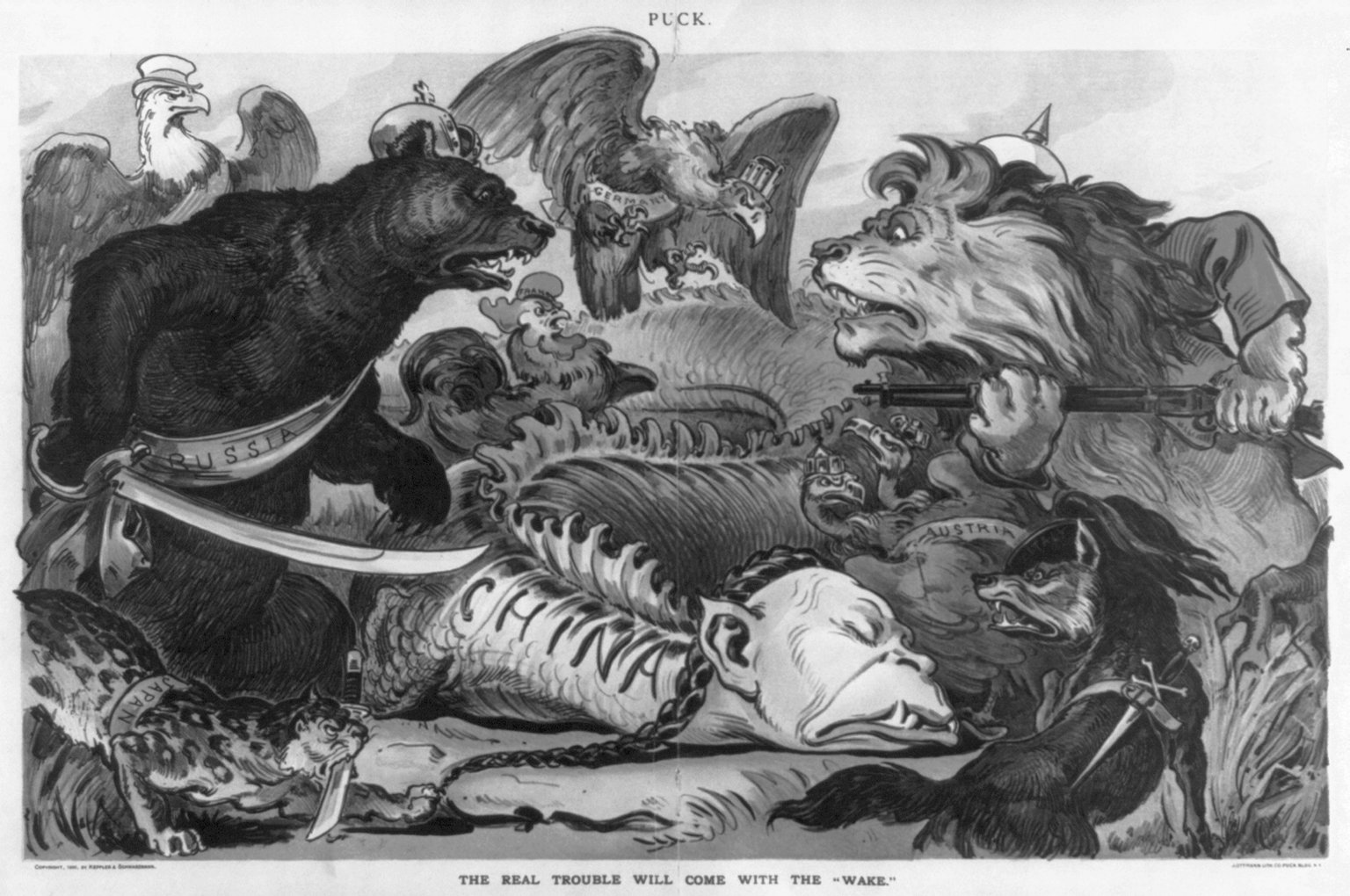
중국을 놓고 대결하는 일본, 러시아 등 열강(만화, 1900년)

러시아와 일본은 영토 문제와 만주 진출, 동서 냉전 등 충돌하는 시간이 길었다. 양국 간의 긴장이 최고조에 달한 사건으로는, 1904년에 일어난 러일전쟁이나, 태평양 전쟁이 종결되기 직전의 만주 전략공세작전 등을 들 수 있다. 대전 종결 후에도, 냉전과 쿠릴 열도 분쟁 때문에 오랫동안 개선이 이루어지지 않다가, 1986년 냉전의 종식이 전기가 되어, 현재는 양국 사이에 활발한 경제 교류가 있다. 그러나, 최근에 있어서도, 어민총격・나포사건・자원문제(사할린2 광구 개발에 대하여 돌연 중지 명령이 내려졌다) 등이 발생하고 있다. 북방영토 문제는 미해결이고, 일본-러시아 양국간에는 평화조약이 맺어지지 않고 있다.
양국의 관계는 러시아 제국 시대로 거슬러간다. 한반도와 만주의 패권을 두고 양국은 러일 전쟁을 일으켰으나, 이 전쟁에서 일본이 승리함으로써 러시아 제국은 동아시아에서의 영향력을 대부분 잃게 되었다. 1931년 일본이 만주사변으로 만주 일대를 장악함에 따라 소비에트 연방과의 국경 분쟁이 잦아졌고, 이는 1939년 할힌골 전투로 이어졌다. 이 전투에서 일본은 참패하였으며 소련과 불가침 조약을 맺으면서 소련이 원하는 대로 국경선을 정했다. 그리고 1945년 전세가 유리해졌다고 판단한 소련은 불가침 조약을 깨고 만주를 침공해 일본에게 승리하고 가라후토 청과 쿠릴 열도를 일본에게서 빼앗는다.
1956년 일본은 소련과 다시 국교를 맺으면서 유엔에 가입하게 되고, 러시아 연방이 성립된 지금까지 그 관계를 유지하고 있다. 그러나 쿠릴 열도에 대해서는 영토분쟁이 계속되고 있다. 이 외에도 여러 작은 문제가 있어서 제2차 세계 대전 이후에도 평화 조약을 맺기 힘들었고, 2006년 현재에도 풀리지 않은 문제가 많다. 남쿠릴4도는 일본에서 북방영토, 북방사도라 부르는 여러 섬이다. 이 문제는 원래 일본이 영유하고 있던 하보마이 열도, 시코탄섬, 이투루프섬, 쿠나시르섬을 제2차 세계 대전 말에 소비에트 연방(소련)이 점령해, 그대로 실효 지배를 계속하고 있다고 하는 것이다. 현재도 2국간에 교섭이 계속되고 있지만, 이 섬들의 주변의 바다는 풍부한 어장이기도 해, 아직도 양국간의 교섭은 끊이지 않고 있다.
1991년 소련 붕괴 이후 보리스 옐친 정부가 들어섰다. 비록 일본이 G7 국가에 가맹하였고 러시아에 기술 및 재정적 원조를 제공했지만 이들 사이의 관계는 안 좋다. 1992년 9월 보리스 옐친은 일본 방문 계획을 연기했고, 1993년 10월에 방문했다. 그는 쿠릴 열도 분쟁에 대해서는 언급을 피했지만, 1956년에 소련이 체결한 시코탄 및 하보마이섬을 되돌려 주기로 했던 조약을 이행하기로 하였다. 옐친은 제2차 세계 대전 이후 일본 포로 처리 문제에 대해서도 사과했다. 1994년 3월, 하타 쓰토무 일본 외무성 장관은 모스크바를 방문했고 안드레이 코지레프 러시아 외무성 장관 및 다른 장관을 만났다. 비록 영토 분쟁이 있었지만 하타 장관은 러시아에 대한 재정 지원을 약속했다. 그러나 드미트리 메드베데프 정부가 들어선 이후 러시아는 시코탄섬과 하보마이섬의 반환 동의를 취소했다.

#### 세르비아
세르비아-일본 관계는 18세기 말까지 거슬러 올라가며, 세르비아는 19세기 초에 일본과 관계는 중립 상태였고, 제1차 세계대전때는 같은 연합국으로서 동맹국과 맞서 싸웠다. 그러나, 제2차 세계대전때 일본이 추축국으로 들어서자 적대적 사이가 되었다. 세르비아의 공산주의 정권이 끝난 뒤에야 일본과의 관계를 개선하려고 세르비아는 노력하였다. 오늘날, 일본과 세르비아는 긴밀한 관계를 맺고 있으나 일본이 코소보의 독립을 인정하자 세르비아는 이로 인한 갈등을 겪었다.

#### 아이슬란드
일본은 대량의 캐플린(Capelin)을 아이슬란드로부터 수입하고 있다.

#### 헝가리
헝가리는 다른 중앙유럽 국가들과 마찬가지로 일본과 좋은 관계에 있다. 어떤 면에서 헝가리는 독도에 대한 설명을 일본으로 지지해주는 경향도 있다.

### 아프리카
일본과 아프리카 여러 나라는 지리적으로도 멀고 역사적으로도 거의 관계가 없었기 때문에, 현재도 인적 교류 등도 그다지 행해지지 않고, 관광지로서도 일부를 제외하고는 인기가 있다고 할 수 없다. 주로 지하자원의 수입과 공업제품의 수출이라는 무역 관계로만 일관하였다. 그러나 인종 차별 정책인 아파르트헤이트로 인해 세계에서 고립되어 있던 남아프리카 공화국에는 많은 기업이 진출하여 이전보다 비교적 밀접한 관계를 구축하였다.
1993년에는 정부 개발 원조(ODA) 등 경제 지원을 포함한 경제적·인적 교류를 넓히기 위해 아프리카 개발 회의(TICAD, Tokyo International Conference on African Development, 일본, 유엔, GCA, 세계은행 그룹이 공동 주최한 국제 회의)를 개최했다. 최근 일본은 아프리카 국가에 대사관을 늘리는 등 관계 강화에 나서고 있다. 그 배경으로서 중국이 아프리카 국가들과의 관계 강화를 벌이고 있다는 상황이 있다. 중국이 아프리카 국가들과의 관계 강화를 진행하는 것은 자원 확보와 유엔에서의 지지표를 다지는 등의 목표가 있다고 지적된다. 아프리카 여러 나라와의 관계강화에 관하여, 인적교류가 적은 일본은 약한 입장에 놓여 있다. 중국은 현지에 거주하는 다수의 화교 등을 활용한 형태의 공세를 진행하고 있다.
축구 등 스포츠 분야에 있어서는, 아프리카 여러나라를 일본에 초청하여 시합을 하는 등 양호한 관계를 구축하고 있다.

### 북아메리카
| 국기   | 수교 | 관계 |
| ------ | ---- | --- |
| 미국   |      | 미국과는 군사·정치·경제 전체에 있어 긴밀하고 중요한 관계를 맺고 있다. 미국과 일본의 만남은 1853년 7월에 미국의 매슈 페리의 함대가 일본의 우라가 항에 입항(흑선내항, 黒船来航)하여 미국과의 수교를 요구하면서 시작되었다. 일본의 막부측에서는 갑작스러운 미국의 요구에 즉답하지 못하고 1854년까지 이를 유예하였다. 1854년 1월에 페리의 함대는 다시 돌아왔고 아직까지 대책을 세우지 못했던 막부는 결국 미일수호통상조약을 조인하면서 양국의 국교가 체결되었다. 이 후에 일본의 국력신장과 대외위신의 증가로 조약에서 치외법권과 같은 불평등한 조항들은 모두 폐기되면서 양국은 대등한 외교관계를 이루었다. 이후, 경제 협력은 미국의 경제력을 배경으로 큰 규모로 계속되었으며 2006년까지 미국은 일본의 최대 교역 상대국이었다. 진주만 공습으로 시작된 1941년의 태평양전쟁으로 양국은 전쟁상태에 돌입하였고 일본은 이 전쟁에서 동아시아와 서태평양 지역을 4년간 점령하였으나, 결국 패배하고 미군을 주축으로 한 점령군에 점령되고 미국의 군정 하에 놓였다. 지금도 미군 기지가 일본에 남아있다. 전후의 안전 보장은 미일 안보 조약을 기초로 하고 있다. 1951년 9월에는 샌프란시스코 강화조약을 통해 양국은 다시 국교를 정상화하였고 그 해에 미일안전보장조약을 조인하였다. 일본은 미군에 기지와 예산을 제공하고 주일 미군을 받아들이고 있다. 그 후 일본과 미국은 지속적으로 긴밀한 관계를 이어왔다. 일본정부는 1969년의 닉슨·사토 성명에서 '한국의 안전은 일본 자신의 안전에 긴요하다'고 함으로써 한국의 정치적 입장과 안보의 중요성을 명백히 인정하는 듯했으며, 그 뿐만 아니라 일본은 미국과 사전협의에 의해서 한반도에서의 심각한 군사적 사태의 도발에 대비하여 일본과 오키나와를 미군기지로서 계속해 제공하겠다는 언질을 수차 한 바 있다.고이즈미 준이치로 내각 당시에는 밀월관계라고 일컬을 만큼 양국의 우호는 최고조에 달하기도 하였다. 오키나와 등에 있는 주일 미군의 군사 기지 문제를 놓고 일본과 미국 사이에서 정치적 이슈가 발생하고, 국민의 감정 문제로 발전하기도 한다. 경제 면에서 무역 경쟁과 시장 진입 장벽 등 관습 측면에서 차이가 때때로 양 국민의 감정적인 마찰을 초래하고 있다. 미국은 일본이 범죄인 인도 조약을 체결한 몇 안되는 국가 중 하나이다. |
| 멕시코 |      | 중앙아메리카 여러 나라 중에서 일본과 가장 관계가 깊은 곳은 멕시코이다. 메이지 시대의 개국 이후로 체결된 일본-멕시코 수호통상조약은 지금까지 열강 각국의 불평등 조약에 괴로워하던 일본으로서는 최초의 평등조약이다. 그런 관계로, 수많은 여러 외국 대사관 중에서도 국정의 중추지구라고도 일컬어지는 나가타초에 있는 것은 멕시코 대사관 밖에 없다. 일본 기업 다수가 멕시코에 진출하여 있는 등 경제적인 관계도 깊다. 기타 중앙 아메리카 여러 나라와는 멕시코와 만큼의 인적 문화적 교류는 없지만, 경제적인 관계를 중심으로 평온한 관계를 가지고 있다. |
| 쿠바   | 1929 | 쿠바 등 공산주의 국가와 경제 문화 측면에서 우호적인 관계를 구축하고 있다. 일본과 쿠바는 1929년 12월 21일에 국교가 수립되었다. 1941년 12월, 태평양전쟁 발발에 따라 쿠바는 미국과 함께 대일 전쟁을 선포하였다. 1952년 11월, 샌프란시스코 강화 조약 체결에 따라, 국교가 회복되었고, 1960년에 통상협정을 체결(발효는 1961년)하였다. 1898년 이후, 일본인 이민이 쿠바에 정착하기 시작하여, 1999년 기준으로, 일본인계는 약 800명(재단법인 해외 일본인계 협회의 자료)이 쿠바에 거주한다. 양국 관계는, 정치·경제의 양면에서 양호한 편이다. 주(駐)페루 일본 대사공저 점거 사건 때, 일본 정부의 요청에 의하여, 쿠바는 게릴라의 망명 수락을 수락한 바 있다. 음악이나 스포츠를 통한 민간 교류도 왕성하다. |

### 남아메리카

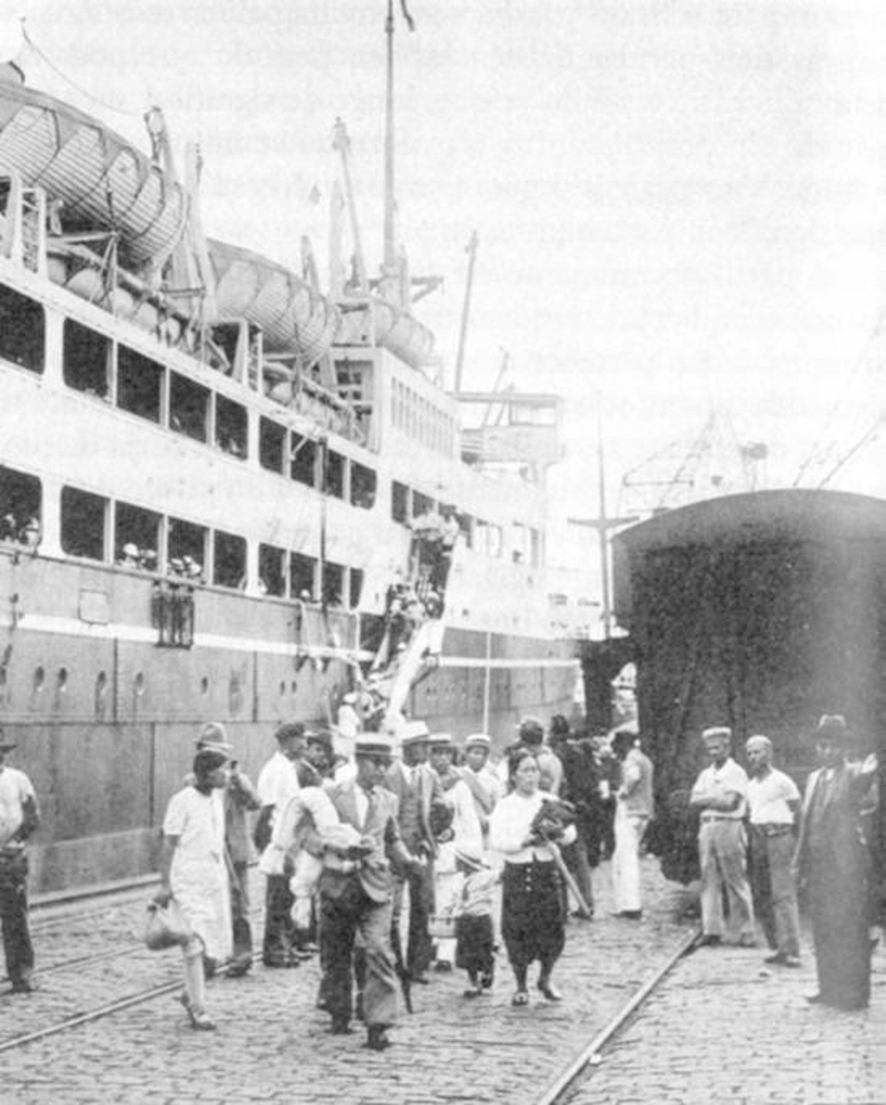
브라질에 도착하는 일본인들(1937년)

일본과 남아메리카는 지리적으로 지구의 거의 정반대에 위치하고 있으나, 1872년에 마리아 루스(스페인어: María  Luz)호(號) 사건을 계기로 페루와의 수교를 시작으로, 1898년에는 러시아와의 전쟁에 대비하여 아르헨티나로부터 군함 리바다비아(스페인어: Rivadavia)호와 모레노(스페인어: Moreno)호를 각각 가즈가(春日)호와 닛신(日進)호로 명명지어 구입하고, 이 군함들이 러일 전쟁에서 활약한 것에서부터 본격적인 관계가 시작된 것이었다. 또한, 일찍이 남미 여러 나라는 일본으로부터의 이민을 대량으로 받아들였기 때문에, 관계가 깊다. 특히 브라질에는, 약 180만명이라는 해외 최대 규모의 일본인 사회가 형성되어 있다는 것도 있고, 정치, 경제 뿐만 아니라 문화적인 면에서도 대단히 깊은 관계를 유지하고 있다. 브라질은 G4 국가로서 일본과 함께 유엔 상임이사국을 목표로 하고 있다는 점도 있고, 국제정치에서 제휴하는 것이 많다. 1908년 4월 28일, 781명의 일본인이 코오베항에서 브라질 이민을 떠났다. 배는 50일의 항해 끝에 1908년 6월 18일 브라질에 도착했다. 이를 기념하는 100주년 행사가 2008년에 열렸다. 브라질에서의 일본 이민에 대한 평가는 근면과 신뢰라는 전면적 긍정 속에 매우 높다. 광대한 토지와 자원대국인 브라질에 일계 이민자 수가 150만명이라는 숫자는 기술 대국인 일본과의 사이에 우호적인 교류속에 활발한 가교 역할을 하고 있다.
마찬가지로 많은 이민자들이 건너가 남아메리카에서 두 번째로 일본계 인구가 많은 페루는 일본인계 대통령 (알베르토 후지모리)가 1990년대에 취임함으로써 급속하게 관계가 긴밀하게 됐지만 이후 실각하고, 추후 후지모리는 일본으로 정치적 망명을 하기도 하였다.
무역관계로는 칠레와의 관계가 특히 크고, 전쟁 전부터 우호관계가 계속되는 아르헨티나, 파라과이 같은 일본과 친한 나라도 많다. 특히 포클랜드 전쟁 중, 미국· 영국·EC의 거듭된 요청에도 불구하고 일본은 아르헨티나에 대한 금수 조치를 하지 않는 등 일본이 채택한 독자외교에 대해 아르헨티나의 일본 전문가들은 높이 평가하고 있다.

### 오세아니아
일본은 오세아니아에서 가장 큰 영향력을 가진 오스트레일리아와 아주 긴밀한 관계를 맺고 있다. 일본-미국-오스트레일리아 간 방위 최고위급 회담이 행해진 적도 있고, 경제, 군사, 외교 등에서 공동보조를 취하고 있다. 2007년 3월에는 자위대와 오스트레일리아군이 유엔 평화유지활동(PKO활동)의 공동훈련, 반테러활동, 지진, 해일 등 지역재난에 대해 협력하여 담당한다는 것 등을 담은 공동선언(안전보장협력에 관한 일본-오스트레일리아 공동선언)에 조인하였다.
또한, 오세아니아 중에서도 남양 군도의 각국은 과거에 일본이 위임통치하였거나 점령지로서 통지하였기 때문에, 일본과의 관계가 비교적 깊다. 미크로네시아 연방의 초대 대통령은 일본계 토시오 나카야마(Tosiwo Nakayama)이었고, 현재 대통령인 매니 모리도 일본계이다. 팔라우는 과거 일본계 대통령 쿠니오 나카무라가 취임했으며, 일부 자치 단체에서 일본어가 공용어로 채택되어 있다 (실제로 일본어를 일상적으로 사용하는 사람은 없고, 일본과 우호를 보여주는 상징적 의미가 강하다). 또한, 팔라우에는 일본계 이외의 국민도 일본인풍의 이름을 가진 사람이 있다. 이러한 이유들로, 정부와 민간이 모두 일본과 매우 친밀하다.

## 같이 보기
- 일본 주재 외국공관 목록
- 일본의 재외공관 목록
- 일본이 공포한 전쟁 사과 성명 목록
- 홋타 마사요시 (1810년)